# Jiří Weil
Jiří Weil (* 6. August 1900 in Praskolesy bei Horovice, Österreich-Ungarn; † 13. Dezember 1959 in Prag) war ein tschechischer Schriftsteller, Literaturkritiker, Journalist und Übersetzer.

## Leben
Nach dem Abitur 1919 studierte er an der Karls-Universität in Prag slawische Philologie und vergleichende Literatur. Das Studium schloss er 1928 mit einer Doktorarbeit zum Thema Gogol und der englische Roman des 18. Jahrhunderts ab. Schon während seines Studiums arbeitete er bis 1931 als Übersetzer für die Presseabteilung der sowjetischen Vertretung in Prag.
Weil, überzeugter Kommunist, war Mitglied mehrerer avantgardistischer Gruppen wie Devětsil und lebte von 1933 bis 1935 in der Sowjetunion. 1937 schloss man ihn wegen seines im selben Jahr erscheinenden Romans Moskau Die Grenze (1937), in dem er sich kritisch mit der sowjetischen, stalinistischen Wirklichkeit u. a. des politischen Terrors um 1935 auseinandersetzte, aus der Partei aus. Er ging ein halbes Jahr nach Mittelasien, nach Kirgisien und Kasachstan. Ende 1935 kehrte er in seine Heimat zurück und widmete sich publizistischer Arbeit. Als ihm als Juden die Deportation drohte, ging er von 1942 bis 1945 in die Illegalität.
Von 1946 bis 1949 arbeitete er als Redakteur des Europäischen literarischen Clubs, bevor er 1950 für acht Jahre als wissenschaftlicher Mitarbeiter an das Jüdische Museum in Prag ging. 1951 schloss man ihn aus dem Syndikat tschechischer Schriftsteller aus. 1956 konnte er wieder in den Verband eintreten. Der größere Teil seiner Werke erschien später.

## Werk
Weil publizierte in zahlreichen Zeitschriften und Zeitungen, darunter Literární noviny und Rudé právo.
Sein Werk wirkte wegweisend für die moderne Prosa. Er war ein bedeutender Übersetzer russischer Literatur, vor allem von Werken der Schriftsteller Wladimir Majakowski, Nikolai Assejew, Boris Pasternak, Maxim Gorki, Michail Soschtschenko und Nadeschda Krupskaja.
In seinem 1947 erschienenen dokumentarischen Roman Erinnerungen an Julius Fučík (Vzpomínky na Julia Fučíka), ist die Hauptfigur ein zu Unrecht angeklagter Kommunist. Dieser nutzt die Möglichkeit einer Flucht nicht, sondern bekennt sich im Interesse der Partei zu Taten, die er nicht begangen hat und nimmt die Bestrafung an. Dieses Werk war in seiner Zeit eine der härtesten Kritiken am Stalinismus. Nicht-Kommunisten störte dabei vor allem die frühere Zugehörigkeit Weils zur kommunistischen Partei. Dieses Buch wurde seinerzeit von allen tschechischen Stalinisten hart kritisiert.
Leben mit dem Stern (Život s hvězdou), veröffentlicht 1949, ist ein Roman mit autobiographischem Hintergrund, in dem mehrere Jahre der Besatzung aus der Perspektive des Prager Juden Josef Roubíček geschildert werden. In naivem, zum Teil lakonischem Ton wird der Alltag Roubíčeks beschrieben, der isoliert und zurückgezogen in seiner leeren Wohnung haust. Ständige Gefährtin ist Růžena, die verheiratete Geliebte Roubíčeks, die mit ihm hatte fliehen wollen, wozu sich zu entschließen Roubíček aber nicht den Willen aufgebracht hatte. Was aus ihr geworden ist, weiß er nicht, seine Gespräche mit ihr sind Monologe. Eines Tages lässt sich ein streunender Kater bei ihm nieder. Roubíček nennt ihn Thomas und nimmt sich seiner an. Während die Schikanen im Alltag zunehmen und immer mehr Leute aus Roubíčeks Umfeld in den Zirkus müssen oder in die Festungsstadt geschickt werden, wie KZ und Theresienstadt vom Erzähler genannt werden, ist das Verhältnis zum Kater neben den Gesprächen mit Růžena das einzige, was seinem Leben noch einen Sinn gibt. Selbst die Bekanntschaft mit einem Arbeiter, der ihn zu sich einlädt und ihm Mut macht, vermag ihn kaum aus seiner Isolation zu lösen. Nachdem Roubíčeks Name aus unerklärlichen Gründen nicht für den großen Abtransport verlesen wird, erhält er eine Arbeit als Gärtner auf einem Friedhof, nur darauf wartend, dass sie, wie die Deutschen nur genannt werden, ihn doch noch holen. Erst nachdem er auf dem Friedhof die Geschichte eines Juden erzählt bekommt, der sich in einem Dorf versteckt hat, denkt er selbst darüber nach, sich den Deutschen zu widersetzen. Der Tod des Katers Thomas, erschossen von einem Besatzer, führt dazu, dass sich Roubíček nach langem Zweifeln über die Richtigkeit dieser Tat entschließt, das Angebot des Arbeiters, ihn bei Freunden zu verstecken, anzunehmen. Er verbrennt seine letzten Dokumente, mit denen der Name Josef Roubíček ausgelöscht werden soll. Die letzten Worte des Romans sind wie die ersten an seine verlorene Geliebte gerichtet:

„‚Ja, Růžena', sagte ich, ‚jetzt kannst du dich auf mich verlassen.“

Die Veröffentlichung des Buches bewirkte sieben Jahre Publikationsverbot für Weil.

## Werke (Auswahl)

### Werkausgabe
Spisy Jiřího Weila (dt. „Schriften Jiří Weils“), herausgegeben von Michael Špirit u. a., Triáda, Prag seit 2021
- Bd. 1: Reportáže a stati 1920-1933
- Bd. 2: Gogol a anglický román 18. století. Srovnávcí studie
- Bd. 3: Reportáže a stati 1933-1937
- Bd. 4: Moskva-Hranice
- Bd. 7: Povidky
- Bd. 8: Stati a reportáže 1938-1959

### Monografien
- Moskva – hranice, 1937. Deutsch: Moskau, die Grenze, übersetzt von Reinhard Fischer, Aufbau, Weimar 1992, ISBN 978-3-351-02159-7
- Makanna, otec divů, 1946
- Vzpomínky na Julia Fučíka, 1947
- Život s hvězdou, 1949, 2. Aufl. 1964, 3. Aufl. 1967. Deutsch: Leben mit dem Stern, übersetzt von Gustav Just. Reihe Tschechische Bibliothek, Hanser, München 1973 (zugl. Volk und Welt, Berlin); erneut mit Nachw. von Urs Heftrich, Deutsche Verlagsanstalt, Stuttgart 2000 (auch mit Elegie für 77297 Opfer), erneut Wagenbach, Berlin 2020, ISBN 978-3-8031-4248-1
- Vězeň chillonský, 1957
- Harfeník, 1958
- Žalozpěv za 77297 obětí, 1958. Deutsch: Elegie für 77297 Opfer, übersetzt von Bettina Kaibach. Hartung-Gorre, Konstanz 1999, ISBN 978-3-89649-440-5
- Na střeše je Mendelssohn, 1960. Deutsch: Mendelssohn auf dem Dach, übers. von Eckhard Thiele. Rowohlt, Hamburg 1992, erneut mit Nachwort von Philip Roth, Wagenbach, Berlin 2019, ISBN  	978-3-8031-4248-1
- Hodina pravdy, hodina zkoušky, 1966
- Dřevěná lžíce, 1992

### Weitere Ausgaben in Deutschland
- Sechs Tiger in Basel. Erzählungen. Übersetzt und mit Nachwort von Bettina Kaibach, Auswahl Urs Heftrich, Kommentar Michael Špirit. Libelle, Lengwil 2008, ISBN 978-3-905707-16-8
- mit Alena Wagnerová: Das Strassburger Münster: Was hat ein Tscheche im Elsass zu suchen? Fotos František Zvardoň, Karlheinz Köhler. Nachw. Marie Janů. Gollenstein, Merzig 2000, ISBN 978-3-938823-25-5; Or.: Starsburská katedrála, 1949

## Rezeption
- Maxim Biller: Der unsterbliche Weil, Novelle. Edition 5Plus, Ulm und Innsbruck 2025, limitierte und nummerierte Auflage ohne ISBN